# Thália Színház
A Thália Színház színtársulata 1995 óta a Budapest VI. kerülete Nagymező utca 22–24. szám alatti épületben játszik.

## Története
Az 1961-től Keres Emil igazgató és Kazimir Károly művészeti vezető és főrendező vezette színház, már Kazimir igazgatói vezetésével, 1971-től – bár csupán ideiglenes jelleggel költözött ide, mégis – húsz évig játszott a Nagymező utca 22–24. alatti épületben. 1963-ban változtatta meg az addig Jókai Színház nevű társulat a nevét Thália Színházra, az egykori Thália Társaság emléke előtt tisztelegve. Számos új magyar dráma ősbemutatóját tartották itt (ilyen volt például Örkény István Tóték című műve Latinovits Zoltán főszereplésével, vagy Fejes Endre Rozsdatemető című drámája), de jelentős helyet foglalt el az epikus művek színpadi adaptációinak bemutatása is (mint a Háború és béke, Kalevala, Csúsingura, Karagöz). A külföldi példák alapján indult stúdió-mozgalom első képviselője volt a még 1965-ben Kazimir Károly vezette, 1992-ig működő Thália Stúdió, majd 1981-ben megnyitották a Thália Stúdiót is, amelyet a szomszédos épületben alakítottak ki a volt Arizona Mulató helyén. 1958-tól Magyar Jégrevü Istvánmezei úti színházépületében, majd 1967-től 1990-ig a Városliget egyik vásári pavilonjában működött a Thália Színház, szintén Kazimir által létrehozott nyári játszóhelye, a Körszínház. A Thália Színház bizonyos értelemben kivételezett helyzetben volt – vezetőiben az ideológia irányítói megbíztak –, olyan művek is színre kerülhettek, amelyeket máshol nem engedélyeztek. Így került sor a korban a szocialista eszmeiségtől idegennek tekintett Samuel Beckett: Godot-ra várva premierjére is. A rendszerváltás utáni években újabb viharos időszak következett. 1990-ben Kazimir Károly egészségi állapotára hivatkozva lemondott, a fővárosi önkormányzat pályázatot írt ki a színház vezetésére.
1990-ben Mikó István és Várkonyi Mátyás igazgatók közös vezetésével a Thália Színház előbb egy Thália-Rock Színházi Társulássá alakult, majd 1991. február 1-jétől Arizona Színház néven folytatta működését A Thália Stúdióból Arizona Kisszínház lett. 1992-ben az Arizona Színház, a Rock Színház vezetői és a Pesti Műsor kulturális hetilap szerkesztősége részéről az igazgató-főszerkesztő, dr. Kende Péter megalapította a Thália-díjat (melyet az őszi évadkezdéskor két színész és egy színházi újságíró kap). Időközben a két színház közötti kapcsolat megromlott, így az igazgatói megbízatás 1993. július 31-ei lejárta miatt kiírt pályázaton az azt elbíráló szakmai kuratórium egy másik pályázatot támogatott, és terjesztett a Fővárosi Közgyűlés elé.
A megújult társulat vezetését Művész Színház néven 1993–1995 között Törőcsik Mari – mint művészeti vezető – és Schwajda György – mint ügyvezető igazgató vette át. A társulat tagjai: Bánsági Ildikó, Bubik István, Darvas Iván, Eperjes Károly, Garas Dezső, Gáspár Sándor, Hernádi Judit, Hirtling István, Nagy-Kálózy Eszter, Ráckevei Anna, Iglódi István, Seress Zoltán, Kubik Anna, Tóth Auguszta, Mertz Tibor és Taub János voltak. A művészeti koncepciót szándéknyilatkozat tartalmazta, mely a hajdani Várkonyi Zoltán-féle Művész Színház hagyományait szerette volna folytatni, ezért változtatták meg az intézmény nevét. Jogilag sok tekintetben tisztázatlan, gyakorlatában kiforratlan volt a színház kialakult helyzete, melyet az anyagi nehézségek nem várt eszkalációja és a művészeti program egyenetlensége miatt egy évad és hat bemutató után csőd követett. Előbb Schwajda György, majd Törőcsik Mari is lemondott, ám utóbbi ellen gazdasági szabálytalanságok miatt fegyelmi eljárás is indult. A kiírt új igazgatói pályázatot eztán 1995-ben a társulat továbbvitelére vállalkozó Csiszár Imre nyerte, aki újra a régi, jól csengő Thália néven és szellemiségében, szinte vadonatúj repertoárral indította első évadját.
1996. március 29-én – anyagi problémák miatt – a fővárosi közgyűlés úgy döntött, hogy a Thália Színház augusztus 1-jétől társulat nélküli befogadó színházként működhet. A társulat Thália Színházművészeti Betéti Társasággá alakult, mely 1996. november 21-én játszott utoljára (John Steinbeck Egerek és emberek című művét) a színházban. A színház új igazgatója Megyeri László, művészeti vezetője Meczner János lett. A Nagymező utca 22–24-et 1996 és 1998 között teljesen renoválták, 21. századi színpadtechnikával szerelték fel, belsőépítészeti megoldásaival pedig visszaállították a 20. század eleji szecessziós, art décós hangulatot. A rekonstrukciója idején a Madách Színház és a Fővárosi Operettszínház tartott itt előadásokat és néhány bemutató erejéig a Magyar Állami Operaház is kibérelte. Bár a felújított színház megnyitóján a Thália saját produkciójaként az Annie című Broadway musical került színre, anyagi okokból a vendégjátékoké maradt a főszerep. Vidéki társulatok és határon túli magyar színházak kaptak lehetőséget a bemutatkozásra, változatos műfajú esteken szimfonikus zenekarok, táncszínházak, jazz-együttesek, balettcsoportok léptek fel, de olyan rangos rendezvények is helyet kaptak a színházban, mint a Budapesti Őszi Fesztivál, Budapesti Tavaszi Fesztivál, vagy az Országos Színházi Találkozó. Továbbá hagyományteremtő szándékkal megrendezte a Vidéki Színházak Találkozóját és a Határon Túli Magyar Színházi Esték című sorozatot is.
2001. szeptember elsején alakult meg a Thália Színház Kht., amely 2009. április 20-ától aztán Nonprofit Kft. formában működött tovább, miközben 2009 februárjában a színház vezetését Zimányi Zsófia, a Budapesti Tavaszi Fesztivál igazgatója vette át.

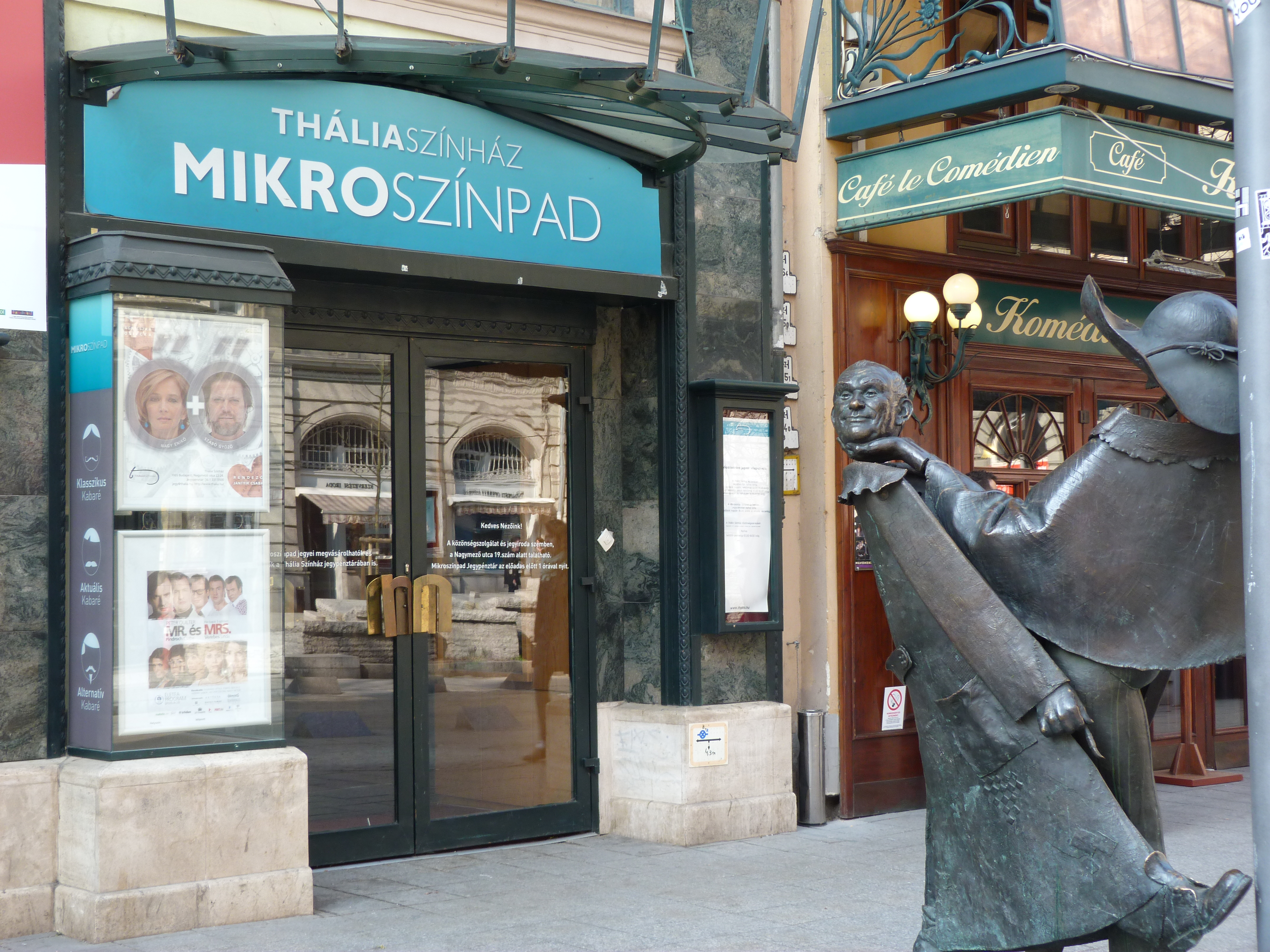
Mikroszínpad

2011 októberében a főváros egy a Thália Színház és a Mikroszkóp Színpad ügyvezetői munkakörére közös, a két nonprofit társaság 2012-ben lezajló lehetséges egyesülésre vonatkozó megvalósítási koncepciót magában foglaló pályázatot írt ki, melyet Bereményi Géza ügyvezető és Kálomista Gábor menedzserigazgatóként nyertek el 2012. január 1-jétől. 2013-ban Csányi Sándort nevezték ki művészeti vezetőnek. 2017. március 1-jétől Kálomista Gábor már egyedül indult (megbízatása 2022. március 1-jéig szólt), Bereményi Géza művészeti főtanácsadóként dolgozott tovább.
2020-ban a kormány és a fővárosi önkormányzat megállapodása alapján a színház – az Operettszínházhoz hasonlóan – állami tulajdonú és fenntartású színház lett úgy, hogy a Thália épületét és a színházat működtető gazdasági társaságot a kormány külön szerződésben megvásárolta a fővárostól, majd 2021 júniusában a Millenáris Alapítvány részére került átadásra. Nem sokkal ez után az egy éve külföldön tartózkodó, 2018-ban kinevezett művészeti vezető, Schell Judit hazaköltözve úgy döntött, kitöltve szerződési idejét, szeptembertől korábbi munkaviszonyait (mind vezetőként, mind színészként) feladja a teátrumban.

### A színház nagyjai
- Színésznők: Csarnóy Zsuzsanna, Drahota Andrea, Esztergályos Cecília, Fodor Annamária, Gubás Gabi, Gór Nagy Mária, Hacser Józsa, Hámori Ildikó, Horváth Teri, Járó Zsuzsa, Komlós Juci, Molnár Piroska, Polónyi Gyöngyi, Sütő Irén, Szabó Erika, Temessy Hédi, Turay Ida, Tóth Eszter, Szinetár Dóra, Mórocz Adrienn, Udvarias Anna, Zsurzs Kati
- Színészek: Bán Bálint, Bede-Fazekas Szabolcs, Benkő Péter, Béres Attila Bokor Barnabás, Bus Gyula, Csányi Sándor, Csőre Gábor, Domokos László, Ember Márk, Gálvölgyi János, Harsányi Gábor, Hevesi László, Hunyadkürti István, Inke László, Jámbor Nándor, Kautzky József, Kovács Károly, Kozák András, Latinovits Zoltán, Mécs Károly, Mikó István, Mózes András, Nagy Attila, Nagy Viktor, Pindroch Csaba, Rátonyi Róbert, Szabó Győző, Szabó Gyula, Szervét Tibor, Szilágyi Tibor, Tamási Zoltán, Végvári Tamás, Vida Péter, Zayzon Zsolt
- Rendezők: Béres Attila, Csiszár Imre, Karinthy Márton, Kazimir Károly, Mózes András, Réthly Attila, Simon Zsuzsa, Taub János

## Az intézmény igazgatói
|  | Keres Emil (1961–1972)                           |
|  | Kazimir Károly (1972–1990)                       |
|  | Mikó István (1991–1993) – Arizona Színház néven  |
|  | Törőcsik Mari (1993–1995) – Művész Színház néven |
|  | Csiszár Imre (1995–1996)                         |
|  | Megyeri László (1997–2009)                       |
|  | Zimányi Zsófia (2009–2012)                       |
|  | Bereményi Géza (2012–2017)                       |
|  | Kálomista Gábor (2017–)                          |

## Társulat (2024/2025)

### Vezetés[27]
- Ügyvezető igazgató: Kálomista Gábor
- Művészeti vezetőː Nagy Viktor[28]
- Főrendező: Kelemen József
- Irodalmi vezető: Hamvai Kornél
- Fesztiváligazgató: Lantos Anikó

### Színművészek[29]
- Bede-Fazekas Szabolcs
- Csarnóy Zsuzsanna
- Czakó Julianna
- Domokos László
- Görög László
- Gubás Gabi
- Hevesi László
- Hunyadkürti István
- Jaskó Bálint
- Jámbor Nándor
- Katona Péter Dániel
- Kövesi Csenge
- Molnár Piroska
- Mórocz Adrienn
- Mózes András
- Nagy Viktor
- Sóvári-Fehér Anna
- Szabó Erika
- Szabó Győző
- Szervét Tibor
- Tamási Zoltán
- Tóth Eszter
- Udvarias Anna
- Vida Péter
- Zayzon Zsolt

## Épülete
A Nagymező utca 22–24. alatt található épületet Wabitsch Lujza építtette. Bérházának alsó traktusában 1913-ban nyitott meg Jardin d'Hiver nevű lokálja – melyet később Télikertre magyarítottak.
1920-ban – a Radius Filmipari Rt. bérelte ki és – mozivá alakították. Előbb a Renaissance Filmszínház, majd a második világháborúig hol színházként, hol moziként Radius néven működött. 1945–1949 között a Vígszínház társulata vette birtokba, majd eztán 1971-ig néhány évenként váltották egymást az intézmények. A magánszínházak államosításakor, 1949 szeptemberében itt hozták létre – a moszkvai Komszomol Színház példájára megalakult – Ifjúsági Színházat, melynek neve 1954-ben Petőfi Színházra változott. 1956-ban művészi profilja átalakul, majd 1960 után saját, Jókai Színház néven működő Paulay Ede utcai kamaraszínháza lett a jogutódja, amely 1963-ban kapta a Thália Színház nevet, 1971-ben pedig visszaköltözött a Nagymező utcába. Addig átmenetileg egy másik, önálló zenés színház, a szintén Petőfi Színház (1960–1964) nevű társulat, majd a Nemzeti (1964–1966) és az Operettszínház (1966–1971) is megkapta az épületet.
1964-ben Szincsák József tervezőmérnök vezetésével renoválták. A munkálatokban a Nemzeti Színház műszaki állománya is részt vett. Teljes mennyezetcserét végeztek – a korábbi proszcénium páholy helyén új játékteret alakítottak ki –, a padlózatot osztrák PVC-anyagra cserélték, hogy az öltözőket modernebbekké tegyék. A színház konvektoros szellőzésrendszert, minden egyes helyiség hideg-meleg vizet kapott. Az átalakítás során belül teljesen átfestették, felújították a nézőteret (ami ekkor 781 férőhelyes volt), a színpadot, korszerűsítették a szcenikai berendezéseket és a műszaki felszereléseket,, kicserélték a világítóberendezéseket, a zsinórpadlást. A színházat szeptember 15-én adták át.
A szintén a Wabitsh Lujza által építtetett bérpalotában 1967-től működött politikai kabarét játszó Mikroszkóp Színpad 2012-ben egyesült a Thália Színházzal, majd jogutódlással megszűnt, azóta annak részeként működik Mikroszínpad néven.

## Bemutatók
| Évad      | Szerző                          | Cím                                  | Rendező         |
| --------- | ------------------------------- | ------------------------------------ | --------------- |
| 2024/2025 | Georges Feydeau                 | A hülyéje                            | Kelemen József  |
| 2024/2025 | Bernard Slade                   | Romantikus komédia                   | Szervét Tibor   |
| 2024/2025 | Ray Cooney                      | A miniszter félrelép                 | Tasnádi Csaba   |
| 2024/2025 | Göttinger Pál                   | Madám Bizsu                          | Göttinger Pál   |
| 2024/2025 | Örkény István                   | Tóték                                | Kovács Lehel    |
| 2024/2025 | George F. Walker                | Bűnözőzsenik                         | Zayzon Zsolt    |
| 2024/2025 | Friedrich Dürrenmatt            | A csendestárs                        | Szikszai Rémusz |
| 2025/2026 | David Hare                      | Fénytörés                            | Valló Péter     |
| 2025/2026 | Dan Rosen                       | Az utolsó vacsora                    | Horváth Illés   |
| 2025/2026 | Molnár Ferenc                   | Olympia                              | Paczolay Béla   |
| 2025/2026 | Arthur Conan Doyle – Ken Ludwig | Sherlock Holmes – A Moriarty-rejtély | Göttinger Pál   |
| 2025/2026 | Peter Shaffer                   | Black Comedy                         | Szabó Máté      |
| 2025/2026 | Conor McPherson                 | Tengeren                             | Kelemen József  |

## Galéria
- Thália Színház bejárata
- A „Hofi-szobor”
- ...a Mikroszínpad előtt